# Dapania racemosa
Dapania racemosa là một loài thực vật có hoa trong họ Chua me đất. Loài này được Korth. mô tả khoa học đầu tiên năm 1854.